# Cengal (Cengal)
Cengal is een bestuurslaag in het regentschap Ogan Komering Ilir van de provincie Zuid-Sumatra, Indonesië. Cengal telt 10.962 inwoners (volkstelling 2010).